# Pierre-Jean De Smet

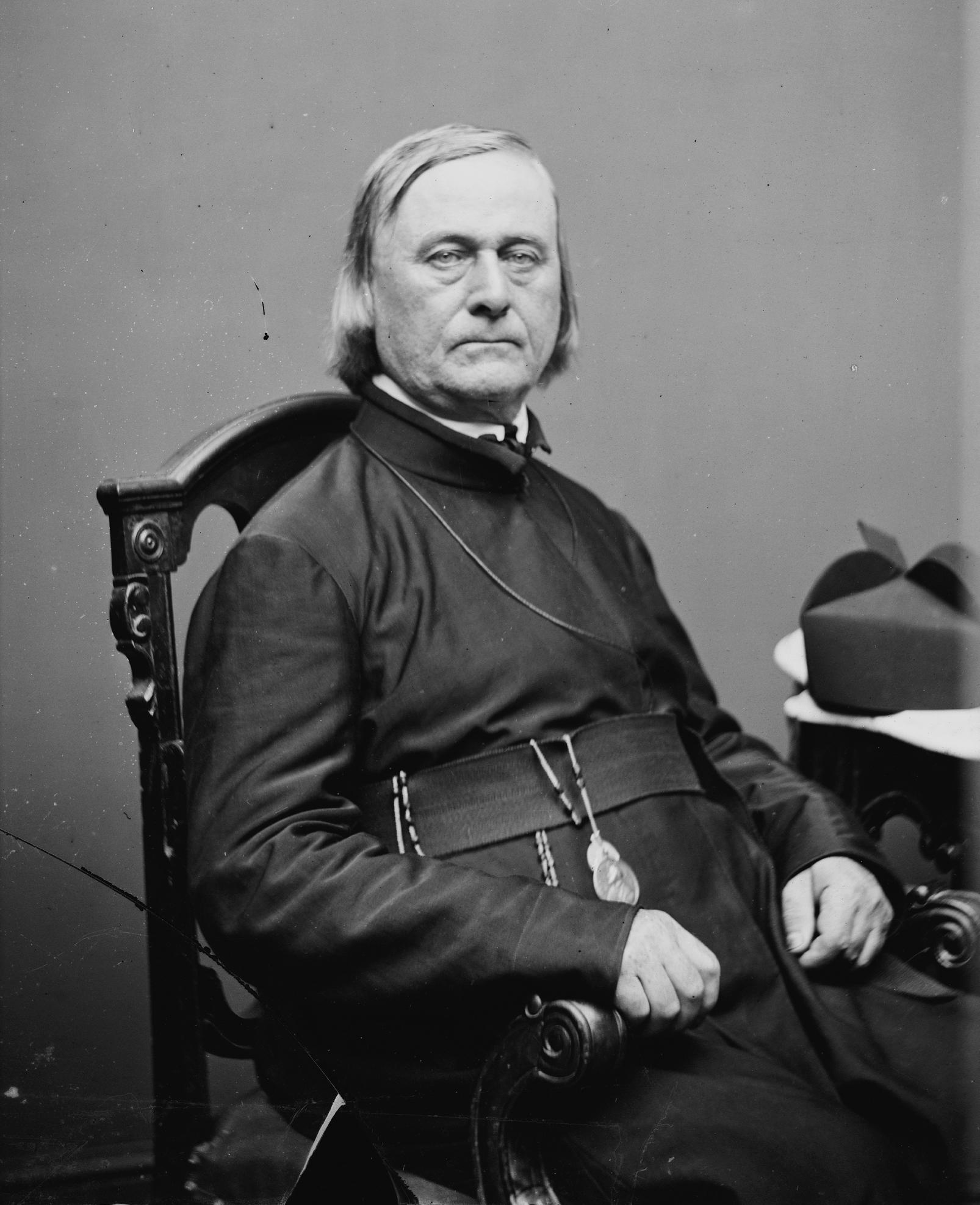
Pieter-Jan De Smet SJ, ca. 1860–1865

Pierre-Jean De Smet SJ (* 30. Januar 1801 in Dendermonde; † 23. Mai 1873 in St. Louis), der sich selbst Pieter-Jan De Smet nannte, war ein römisch-katholischer Missionar aus Flandern. Er war Jesuit und warb im Nordwesten der USA. Er galt als Freund von Sitting Bull (Tatanka Iyotanka).

## Leben und Werk

### Herkunft und Ausbildung
Pieter-Jan de Smet wurde 1801 in Dendermonde in Ostflandern geboren, das zur Diözese Gent gehörte. Sein Vater war Krämer, der über ein beträchtliches Vermögen verfügte. Mit 19 Jahren trat De Smet in das Petit Séminaire in Mechelen ein.
Er kam erstmals im August 1821 in Begleitung von Charles Nerinckx nach Amerika, um als Novize nach White Marsh, einer Jesuitenstation bei Baltimore, zu gehen. 1823 wurde das Noviziat nach Florissant verlegt. Dort empfing er am 23. September 1827 die Priesterweihe.
Von 1824 bis 1830 befasste er sich als Präfekt der Jungenschule mit indianischen Sitten und Sprachen, ging an das College von St. Louis (heute University of Missouri–St. Louis), wo er Schatzmeister war, doch musste er von September 1833 bis November 1837 wegen einer Hautkrankheit nach Belgien zurückkehren.

### Missionar in Iowa

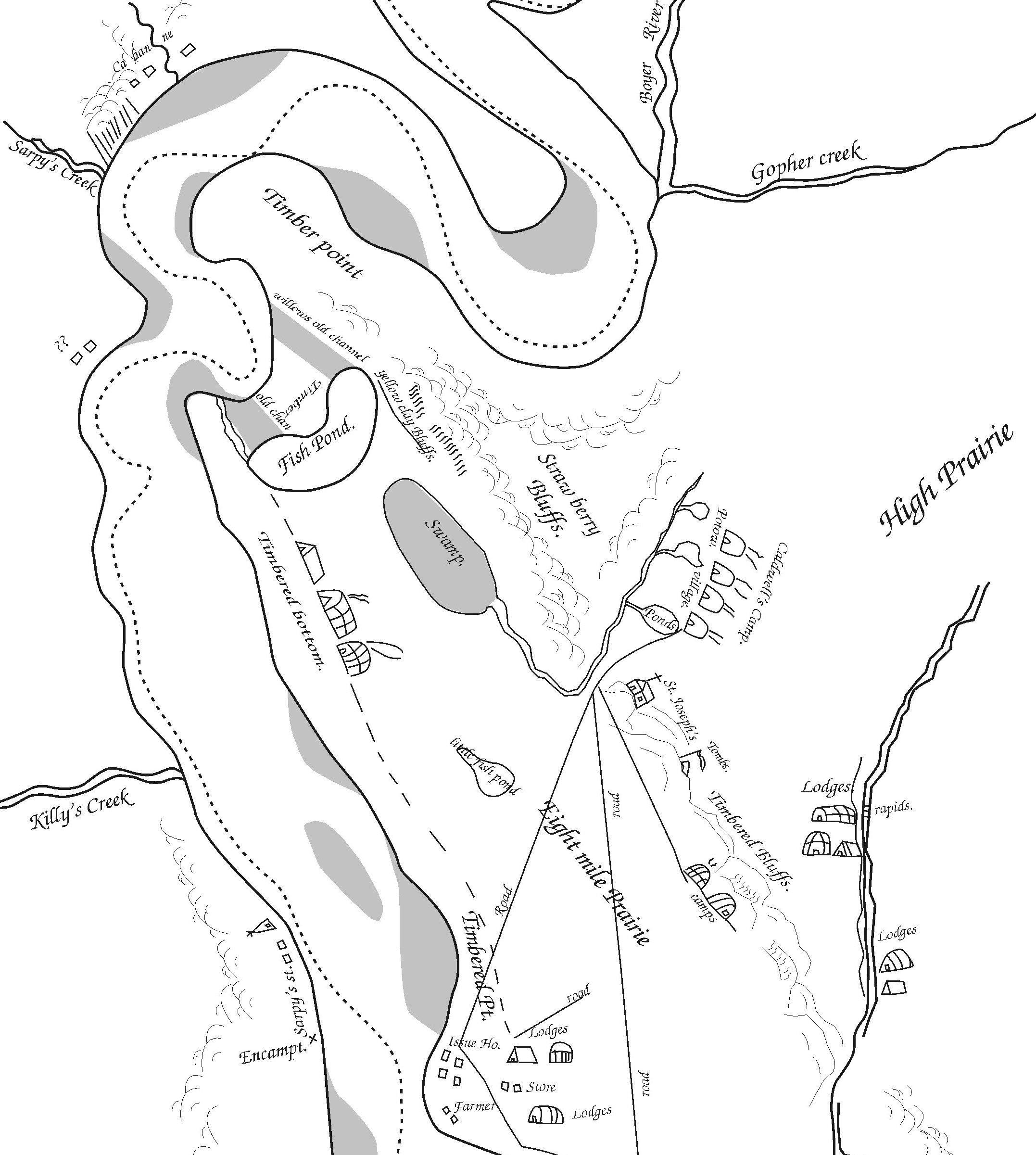
Karte von De Smet, die er vom Gebiet um Council Bluffs 1839 zeichnete. Seine Missionsstation erscheint dort als „St. Joseph’s“, „Caldwell’s Camp“ war ein Dorf der Potawatomi.

1838 und 1839 unterstützte De Smet den Aufbau der St. Joseph’s Mission im späteren Council Bluffs. Dazu übernahm er das aufgegebene Fort Council Bluffs, eine größere Blockhütte, und missionierte vor allem bei den Potawatomi unter Sauganash (etwa 1780 bis 1841). Er hatte wenig Erfolg bei der Mission und taufte daher heimlich einige Kinder. Nebenbei half er Joseph Nicollet bei der Kartographie der Region. Er selbst lernte dabei so viel, dass er als erster eine genaue Karte des Missouri-Flusssystems zwischen Platte River und Big Sioux River erstellen konnte. Sie ist besonders wichtig, weil sie auch indianische Dörfer und Einrichtungen verzeichnet.

### Flathead-Mission
Danach wandte er sich ab Februar der Missionierung der Stämme zu, die heute den Confederated Salish and Kootenai Tribes of the Flathead Nation angehören. Bischof Joseph Rosati schickte ihn dorthin, nachdem mehrfach indianische Delegationen um die Entsendung von Priestern gebeten hatte. Vom 30. April bis zum 31. Dezember 1840 erkundete er im Gebiet der Rocky Mountains erstmals die Möglichkeiten einer Missionsreise. Er hatte vor nach dem Vorbild der Jesuiten in Paraguay eine Reduktion zu gründen, die Weißen versperrt sein sollte.
1841 kam er mit zwei Patern und drei Brüdern nach Montana ins Bitterroot Valley und gründete dort die Station Sainte-Marie, heute Stevensville, rund 60 km südlich von Missoula. Im Frühjahr 1842 besuchte er die Missionare in Fort Vancouver François-Norbert Blanchet und Modeste Demers. Mit ihnen schmiedete er Pläne für die Mission im Oregon Country. De Smet sollte die dafür notwendigen Mittel in Europa beschaffen. Abermals überquerte er den Atlantik und kehrte erst am 31. Juli 1844 an den Columbia zurück. Mit ihm kamen fünf Jesuiten und Schwestern aus Notre-Dame de Namur. De Smet glaubte, ohne einen Frieden mit den Blackfeet sei eine erfolgreiche Mission nicht möglich. Daher entschloss er sich zu einer Reise dorthin.

### Missionsreise nach Kanada
Bei dieser Reise stieß er weit ins Gebiet der Hudson’s Bay Company vor. Im August 1845 brach er vom Lake Pend Oreille in Idaho zum Kootenay River auf, erreichte die Quellen des Columbia River, überquerte den Sinclair Pass, kehrte wieder zum Kootenay zurück. Von dort ging es über den White Man’s Pass zum Bow River beim heutigen Canmore nordwärts zum Rocky Mountain House, das er am 4. Oktober erreichte. Er traf dort den ganzen Monat mit Cree, Chippewa und Blackfeet zusammen, allerdings von letzteren nur zwei kleine Gruppen. Den Winter verbrachte er, nachdem er mehrere Tage umhergeirrt war, in Fort Edmonton.

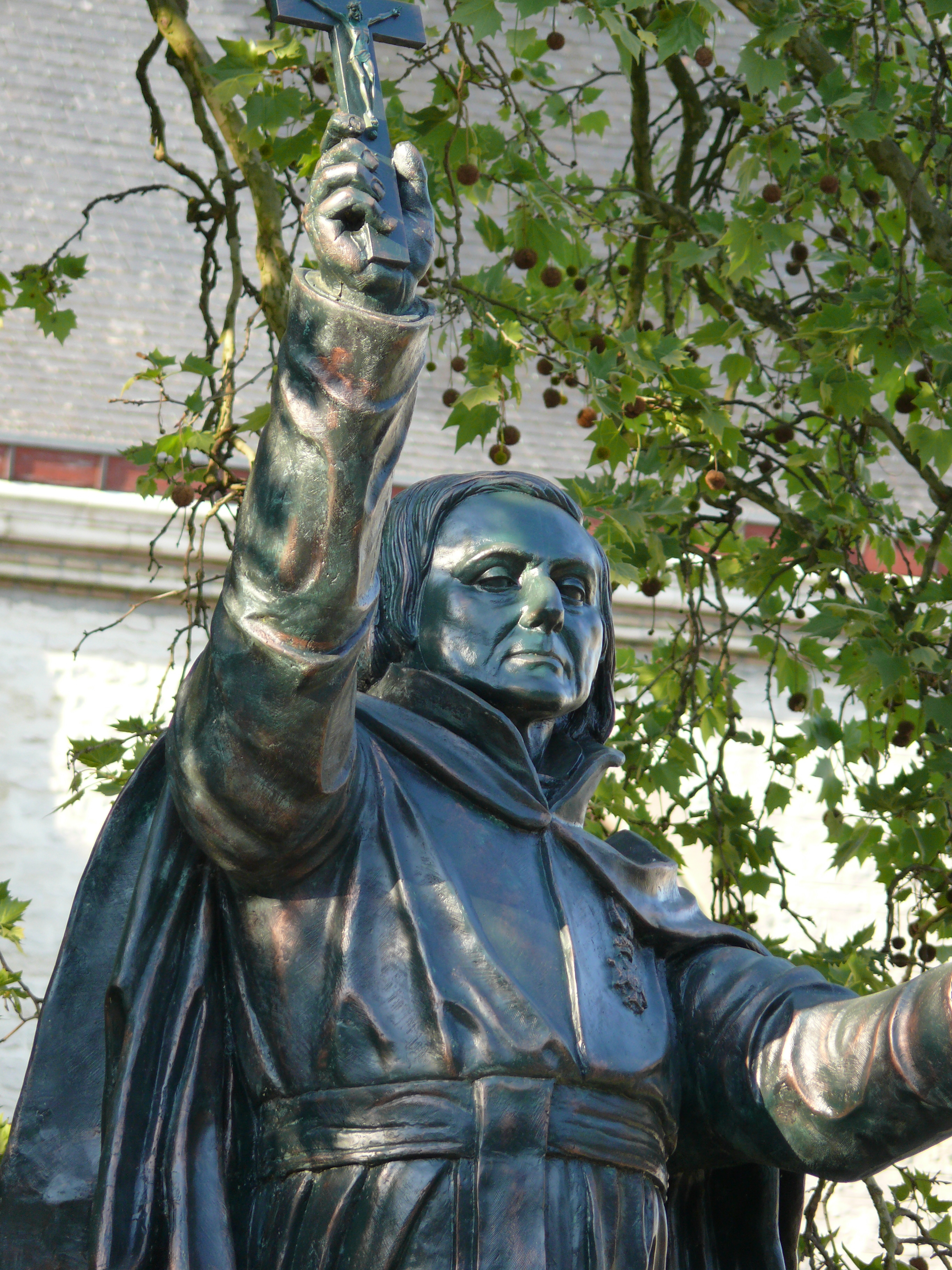
Statue von Pieter-Jan de Smet in Dendermonde

Im Frühjahr zog er über den oberen North Saskatchewan River zum Jasper House, wo er am 12. April 1846 Ostern feierte, und weiter über Fort Colville nahe bei den Kettle-Fällen (29. Mai) bis nach Fort Vancouver, das er im Juni erreichte, um schließlich zu seiner Missionsstation Sainte-Marie am Bitterroot River (um den 8. August) und schließlich nach St. Louis zurückzukehren. Von Fort Vancouver aus hatte er noch das Willamette-Tal aufgesucht.

### Nach der Missionstätigkeit
In den nächsten Jahren hielt er den Kontakt nach Europa, wozu er insgesamt 19 mal den Atlantik überquerte. Für die US-Regierung reiste er zwischen 1851 und 1870 mehrfach an den oberen Missouri. 1868 überzeugte er Sitting Bull den Vertrag von Fort Rice zu akzeptieren. 1870 besuchte er letztmals die Sioux.
De Smet starb 1873 in St. Louis und wurde am St. Stanislaus Seminary unweit anderer Missionare in Florissant beigesetzt.
Sein Leichnam wurde 2003 zusammen mit anderen Missionaren auf die Bellefontaine and Calvary Cemeteries bei St. Louis gebracht.